# قسمة أقليدية

سبعة عشر تُقسم إلى ثلاث مجموعات. كل مجموعة تحتوي على خمس كرات والباقي كرتان. هنا، المقسوم هو سبعة عشر والمقسوم عليه هو خمسة والناتج أو الخارج هو ثلاثة والباقي هو اثنان. لاحظ أن اثنين أصغر قطعا من المقسوم عليه خمسة. من حيث الرموز، 17 = (5 × 3) + 2.

في الحسابيات، القسمة الأقليدية (بالإنجليزية: Euclidean division)‏ أو خوارزمية القسمة هي عملية يراد بها قسمة عدد صحيح ما يسمى المقسوم على عدد صحيح آخر ما يسمى المقسوم عليه. تعطي العملية خارجا وباقيا. يُشترط في الباقي أن يكون أصغر قطعا من المقسوم عليه.
سميت هذه القسمة هكذا نسبة إلى العالم الإغريقي أقليدس.